# André-Guillaume Darlus
André-Guillaume Darlus du Tailly, est un fermier général français né à Paris, baptisé en l'église Saint-Eustache le 15 juillet 1683. Il meurt à Paris le 10 décembre 1747.

## Biographie
Fils d’Adjutor Darlus, « marchand de vins privilégié en la cour » puis receveur des traites à Saint-Ellier en Maine-et-Loire et de sa première épouse, Madeleine Adrienne Leroy (elle-même fille d'un corroyeur), André-Guillaume occupa fait fortune en tant que fermier général dès 1726. Il prend ainsi une certaine revanche sur les origines modestes de sa famille, se souvenant que son grand-père n'était qu'un simple laboureur.
Mais auparavant il gravit tous les échelons nécessaire à cette élévation sociale : sous-fermier attaché à la cour des Aydes et Gabelles, il devient chef du bureau des comptes des traites foraines à l'hôtel des fermes sous la régie de Charles Cordier. Selon Mouffle d'Angerville, c’est au contrôleur général des finances, Le Peletier des Forts, qu’il doit sa nomination comme fermier général : 

« Son habileté & son exactitude extraordinaires le firent parvenir aux meilleures places qu'il a toujours dignement remplies. [...] Sur la réputation qu'il avoit d'être le plus habile homme des finances & sur l'éloge qu'en fit le Sr de La Porte, chargé du porte feuille des fermes, Me Pelletier Desforts, en voyant la liste des Fermiers généraux, y plaça le Sr Darlus dans une des dix places à donner quoiqu'il ne le connût que de réputation. Darlus étoit un très honnête homme, d'une grande douceur, d'une politesse achevée et fort charitable. »

C’est le 29 mai 1719 à Angers, sur la paroisse Saint-Michel-du-Tertre, qu’il épouse Françoise Geneviève Gaudicher (décédée en 1725), fille d’un notaire royal d’Angers. Le 5 octobre 1739, il acquiert la seigneurie de Crosne, pour 440 000 livres. En 1749, le domaine passe par héritage aux Thiroux.
Sa première fille, Marie-Geneviève-Charlotte, femme de lettres réputée, épouse le président au Parlement de Paris, Louis-Lazare Thiroux d'Arconville. Sa cadette, Marie-Angélique Catherine (1724-1802) s'unit, quant à elle, à Denis-François Angran d’Alleray (1716-1794), conseiller du roi avec qui elle a deux filles, dont Marie-Louise Félicité qui épouse le 24 février 1764, Louis Hurault, marquis de Vibraye.

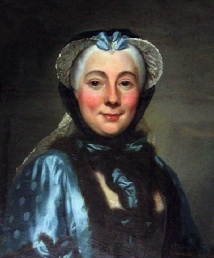
Marie-Geneviève-Charlotte
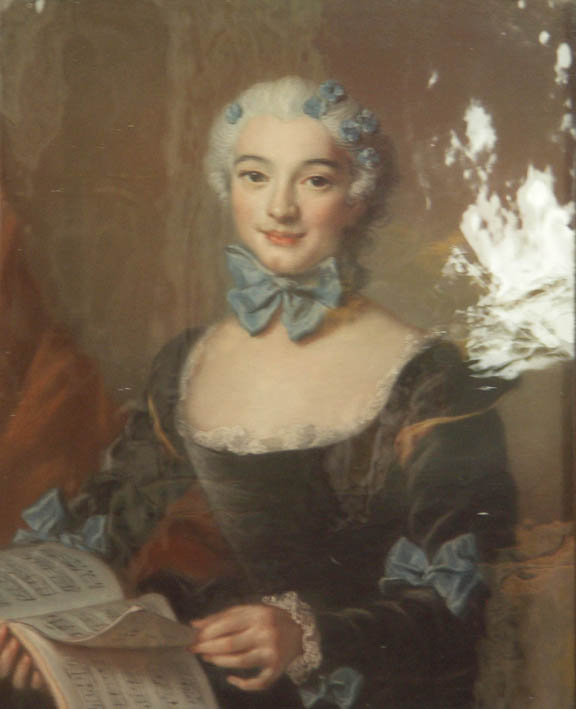
Marie-Angélique Catherine

## Iconographie
C'est en 1733 que le fermier général commande son portrait à Hyacinthe Rigaud contre 600 livres. La mention rajoutée aux livres de comptes de l'artiste précise que ce portrait fut traité en « habillement original », ce que semble corroborer l’attitude jusqu’ici sans antériorité. Très libre, le col ouvert et son ruban bleu défait, ce portrait atteste de la maîtrise de Rigaud, parvenu au faîte de sa gloire et probablement l’auteur de la totalité de la composition. 
Le tableau se trouve dans les salons ouverts à la visite du château de Cheverny, demeure des marquis de Vibraye.